# Makove (Berejînka), Kirovohrad
Makove (în ucraineană Макове) este un sat în comuna Berejînka din raionul Kirovohrad, regiunea Kirovohrad, Ucraina.

## Demografie
Componența lingvistică a localității Makove
     Ucraineană (89,58%)
     Rusă (10,42%)
Conform recensământului din 2001, majoritatea populației localității Makove era vorbitoare de ucraineană (89,58%), existând în minoritate și vorbitori de rusă (10,42%).